# Ефесес (Джорджія)
Ефесес (англ. Ephesus) — місто (англ. city) в США, в окрузі Герд штату Джорджія. Населення — 471 особа (2020).

## Географія
Ефесес розташований за координатами 33°24′25″ пн. ш. 85°15′35″ зх. д. / 33.40694° пн. ш. 85.25972° зх. д. (33.407009, -85.259598).  За даними Бюро перепису населення США в 2010 році місто мало площу 7,82 км², уся площа — суходіл.

## Демографія
Згідно з переписом 2010 року, у місті мешкало 427 осіб у 167 домогосподарствах у складі 117 родин. Густота населення становила 55 осіб/км².  Було 199 помешкань (25/км²).
Расовий склад населення:
| - 95,1 % — білих - 2,3 % — чорних або афроамериканців - 0,2 % — азіатів |

До двох чи більше рас належало 1,9 %. Частка іспаномовних становила 1,9 % від усіх жителів.
За віковим діапазоном населення розподілялося таким чином: 26,7 % — особи молодші 18 років, 60,7 % — особи у віці 18—64 років, 12,6 % — особи у віці 65 років та старші. Медіана віку мешканця становила 36,7 року. На 100 осіб жіночої статі у місті припадало 101,4 чоловіків;  на 100 жінок у віці від 18 років та старших — 99,4 чоловіків також старших 18 років.
Середній дохід на одне домашнє господарство  становив 56 770 доларів США (медіана — 48 333), а середній дохід на одну сім'ю — 65 234 долари (медіана — 58 333). За межею бідності перебувало 19,7 % осіб, у тому числі 21,2 % дітей у віці до 18 років та 10,4 % осіб у віці 65 років та старших.
Цивільне працевлаштоване населення становило 157 осіб. Основні галузі зайнятості: освіта, охорона здоров'я та соціальна допомога — 23,6 %, виробництво — 20,4 %, будівництво — 14,0 %, роздрібна торгівля — 11,5 %.